# Hamadryas arete
Espèce
Hamadryas arete est une  espèce de lépidoptères (papillons) de la famille des Nymphalidae et de la sous-famille des Biblidinae et du genre Hamadryas.

## Dénomination
Hamadryas arete a été décrit par Edward Doubleday en 1847 sous le nom initial d' Agenoria arete.
Synonyme : Peridromia alpheios Fruhstorfer, 1915.

## Description
Hamadryas arete est un grand papillon d'une envergure d'environ 67 mm dont le mâle présente un dessus bleu nuit orné de lignes de points et de chevrons bleu céruléen.

## Écologie et distribution
Hamadryas arete est présent en Bolivie, au Paraguay et au Brésil. 

### Protection
Pas de statut de protection particulier.